# Zbrodnie w Zabołotcach
Zbrodnie w Zabołotcach – zbrodnie dokonane w 1943 roku przez nacjonalistów ukraińskich na Polakach podczas rzezi wołyńskiej we wsi Zabołotce (Zabłoćce, Zabłotce), położonej w gminie Grzybowice powiatu włodzimierskiego województwa wołyńskiego.
Zabołotce były wsią ukraińską, w której mieszkało kilkanaście polskich rodzin, a także mieszane rodziny polsko-ukraińskie. Podczas okupacji niemieckiej w miejscowości istniała zakonspirowana mała grupa AK mająca stanowić zalążek samoobrony, jednak zdaniem Władysława i Ewy Siemaszków podczas napadu UPA nie odegrała ona żadnej roli. Wiedząc o koncentracji oddziałów UPA, ataku Ukraińców spodziewano się około 20 lipca.
Pierwszymi polskimi ofiarami nacjonalistów ukraińskich w Zabołotcach byli zarządca miejscowego majątku Jan Figel (wzgl. Figiel lub Fogel) i organista Józef Łebkowski (wzgl. Łepkowski). W nocy z 18 na 19 marca 1943 roku zamordowali ich ukraińscy policjanci dezerterujący ze służby u Niemców. Ich ciała noszące ślady tortur znaleziono w lesie po 10 dniach.
11 lipca 1943 roku do Zabołotców przybył oddział UPA wraz ze zmobilizowaną ludnością ukraińską i przystąpił do mordowania Polaków. Atak UPA na Zabołotce był częścią szeroko zakrojonej akcji eksterminacyjnej w powiecie włodzimierskim rozpoczętej 11 lipca 1943 roku w godzinach nocnych. Zaatakowano m.in. Gurów, Wygrankę, Żdżary, Zabołotce, Sądową, Nowiny, Zagaje, Poryck, Oleń, Orzeszyn, Romanówkę, Lachów, Gucin i inne miejscowości zamieszkane przez Polaków.
Część Polaków dopadnięto na porannej mszy świętej w miejscowym kościele parafialnym pw. Św. Trójcy. Zginęli oni wraz z księdzem proboszczem Józefem Aleksandrowiczem; według Siemaszków kilka osób uczestniczących we mszy zdołało uciec. Ciała księdza nigdy nie odnaleziono.
Według Siemaszków przebieg wypadków w Zabołotcach był taki sam jak w innych pobliskich miejscowościach napadniętych przez UPA.

O godz. 2 min. 30 po północy w dniu 11 lipca 1943 r. rozpoczęła się rzeź. Każdy dom polski okrążało nie mniej jak 30-50 chłopów z tępym narzędziem i dwóch z bronią palną. Kazali otworzyć drzwi, albo w razie odmowy rąbali drzwi. Rzucali do wnętrza domów ręczne granaty, rąbali ludność siekierami, kłuli widłami, a kto uciekał strzelali doń z karabinów maszynowych. Niektórzy ranni męczyli się po 2 lub 3 dni zanim skonali, inni ranni zdołali resztkami sił dotrzeć do granicy powiatu sokalskiego. Od godz. 2 min. 30 w nocy do godz. 11 przed południem były doszczętnie wymordowane położone w pobliżu siebie następujące kolonie: Nowiny, Gurów Duży, Gurów Mały, Wygranka, Zygmuntówka i Witoldówka. Zginęło tam straszną śmiercią ponad 1000 osób.

Tego dnia w Zabołotcach zamordowano 76 osób. Po zbrodni domy polskie oraz kościół zostały ograbione, a plebanię spalono. W późniejszych latach kościół zburzono całkowicie.
Po 11 lipca w Zabołotcach pozostali jeszcze Polacy żyjący w mieszanych rodzinach polsko-ukraińskich. Przeszli oni na prawosławie, co miało uchronić ich przed śmiercią. Upowcy zapewniali ich, że nie grozi im niebezpieczeństwo. Wbrew tym zapewnieniom 17 września 1943 roku, po zakończeniu żniw, członkowie UPA wraz z miejscowymi chłopami ukraińskimi wymordowali wszystkich Polaków z mieszanych rodzin we wsiach Zabołotce i Żdżary. Młodych kobiet nie zabito od razu, lecz dopiero po zabraniu do lasu i zgwałceniu. Siemaszkowie przyjmują, że w Zabołotcach zginęło wówczas 58 osób.

## Sprawcy
Zdaniem Siemaszków zbrodni na Polakach 11 lipca 1943 roku w Zabołotcach dokonali Ukraińcy ze zgrupowania UPA Martyniuka z udziałem miejscowych Ukraińców pod komendą Iwana Kici. Ks. Józef Marecki uważa, że dowodził Wołodymyr Jakubowski ps. Bondarenko vel Stryjśkyj.
Według Marcina Majewskiego w napadzie na Zabołotce brała udział sotnia Wojskowych Oddziałów OUN-M pod dowództwem "Biłego", być może we współdziałaniu z banderowcami.